# Padberg

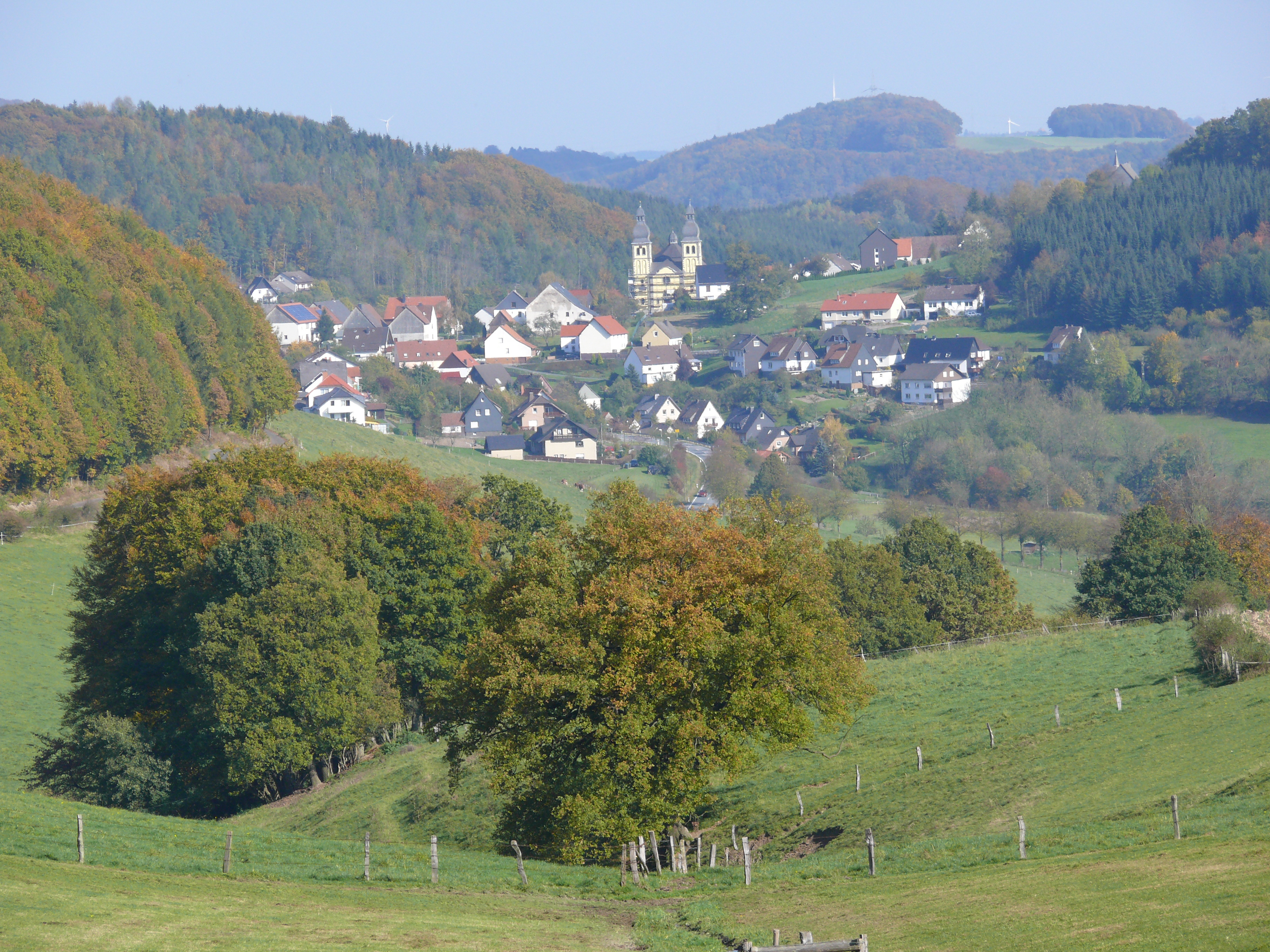
Padberg im Oktober 2007

Padberg ist ein Ortsteil der Stadt Marsberg im Hochsauerlandkreis im östlichen Nordrhein-Westfalen. Padberg liegt unmittelbar an der Landesgrenze zu Hessen.

## Geschichte

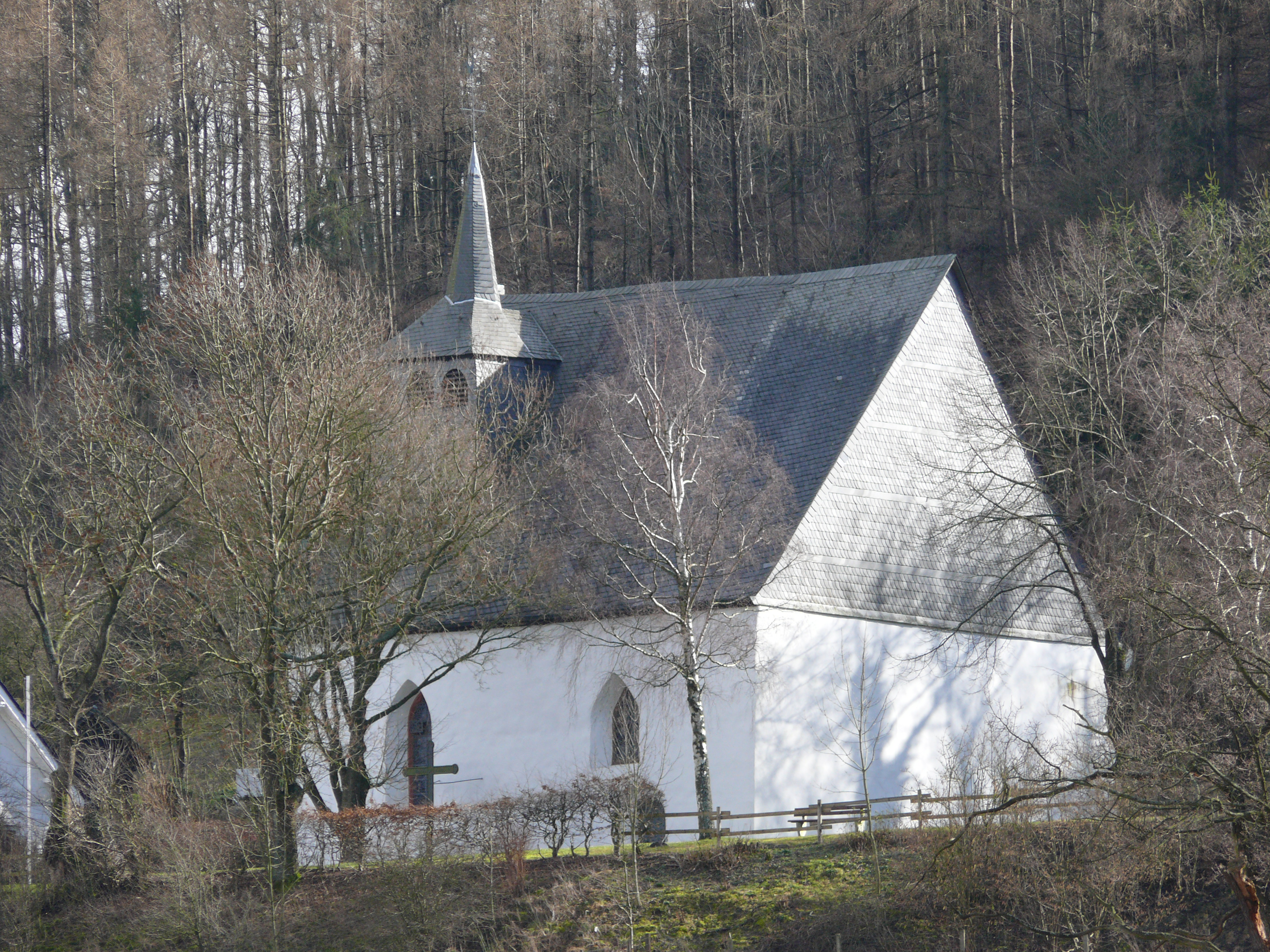
Die Kirche St. Peter, erbaut um 1075

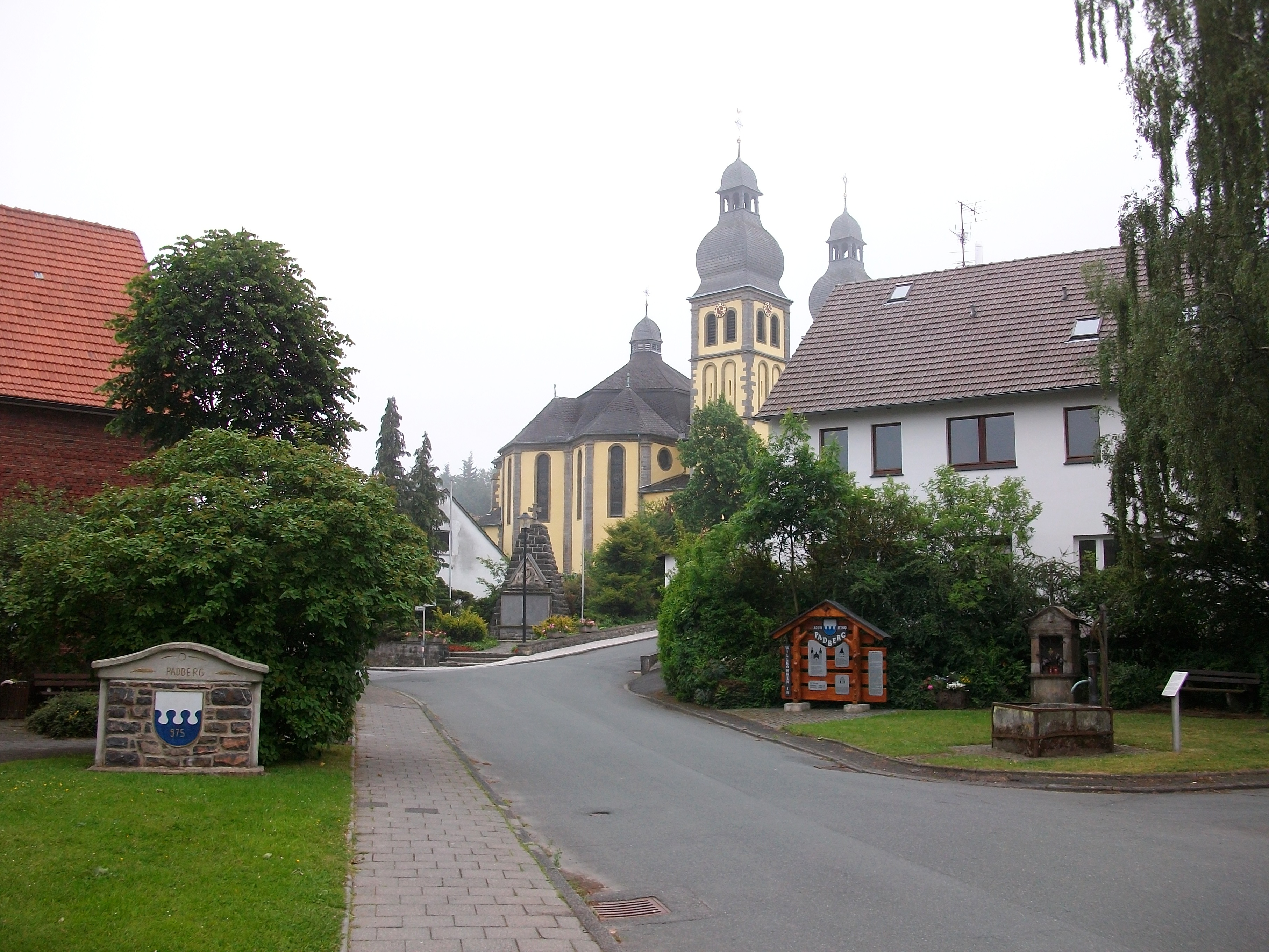
Hinweisschilder und denkmalgeschützter Pumpenschacht

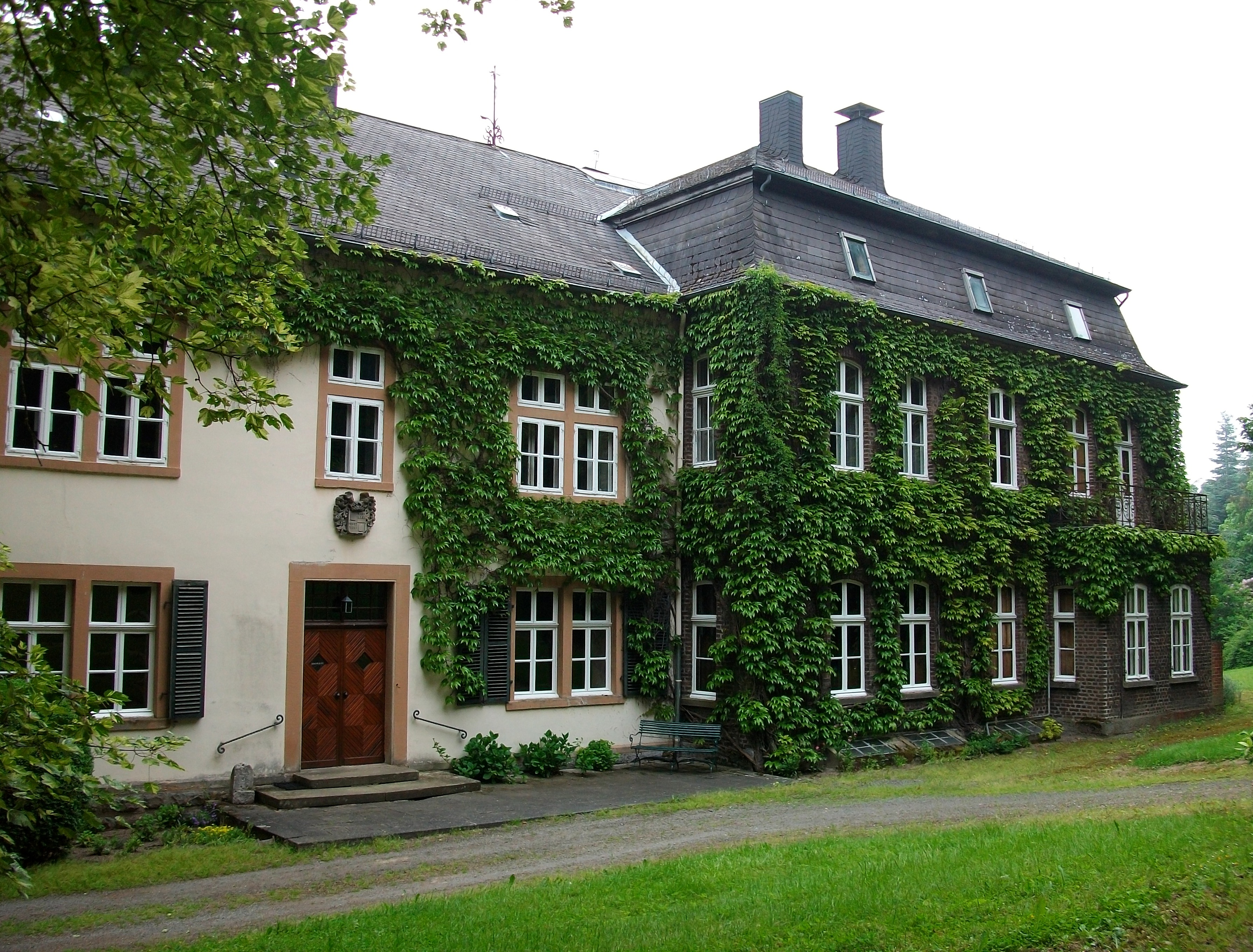
Schloss Padberg

### Mittelalter
Erstmals wurde Padberg urkundlich am 1. Juni 1030 erwähnt, als der Landbesitz im Ittergau des Bernhard aus dem Geschlecht der Haolde, später Grafen von Padberg. Dieser musste den Besitz vom Paderborner Bischof Meinwerk zu Lehen nehmen; dieser war Stammvater der Grafen von Padberg.
Die Grafschaft Padberg, die ebenfalls um 1030 entstand, war bereits im Jahr 1120 erloschen. Hauptsitz der Grafen war die Alte Burg, auch Oberhaus Padberg genannt, in Padberg. 1057 begann man mit dem Bau der alten Kirche St. Peter. 1101 hatte Graf Erpo von Padberg seine Eigenkirche zu Werdohl (Vorgängerbau der Kilianskirche) sowie Grundbesitz dem Kloster Boke (später verlegt nach Flechtdorf, einem heutigen Ortsteil von Diemelsee) geschenkt.
Der Ort entwickelte sich ab dem 13. Jahrhundert zu einer stadtähnlichen Ansiedlung. 1201 ist von einer urbs Patberg die Rede, 1204 von einem forum Patberg. Padberg besaß also schon früh einen Markt. 1217 ist aber von einer villa (Dorf) die Rede, die die Herren von Padberg als zu ihrer Burg zugehörig betrachteten. 1234 ist ein oppidum Patberg überliefert und 1247 erstmals von acht namentlich genannten consules oppidi Patberg (Ratsherren der Stadt Padberg) die Rede.
Am 12. März 1263 legten die Burgherren Johann und Gottschalk von Padberg ihren Streit mit den Bürgern von Padberg bei und gestanden ihnen weitreichende Eigenverwaltung zu. Sie waren zu dieser Zeit die Stadtherren, als die sie auch noch um 1453 bezeichnet wurden. Von allen städtischen Einnahmen erhielten sie den dritten Teil. Die Wächter der Stadttore wurden von ihnen besoldet. Der städtische Richter wurde gemeinsam von den Burgherren und den Ratsherren eingesetzt.
Die Alte Burg Padberg galt im Zeitraum 1250 bis 1397 als uneinnehmbar und war eine der vier Säulen des Erzbistums Köln. Im 14. Jahrhundert kam es zu einer Spaltung in das Alte Haus Padberg und das Neue Haus Padberg. Die Herren von Padberg errichteten neben der Alten Burg eine weitere Burg, die auch Unterhaus Padberg genannt wurde.
In der Fehde zwischen dem Erzstift Köln und dem Grafen Otto von Waldeck um die Burgen Nordenau und Canstein wurde die neue Burg 1343 von den Waldeckern erobert und erst 1346 in einem Friedensvertrag wieder zurückgegeben. 1391 gründen Friedrich von Padberg, Kurt Spiegel zum Desenberg und Rabe von Canstein den Bengler Ritterbund. Die Stadt besaß in dieser Zeit zwei Stadttore; eins in Richtung Burg Padberg und eins in Richtung Kloster Bredelar.
Seit dem Ende des 14. Jahrhunderts wird die Stadt auch als Ring Padberg bezeichnet. Padberg wurde immer wieder in die Kämpfe seiner Stadtherren hineingezogen. Um die Landesherrschaft stritten über Jahrhunderte die Erzbischöfe von Köln und die Fürsten von Waldeck. 1381 zogen die Padberger gegen die Stadt Frankenberg. Zudem beteiligen sich die Padberger Ritter an zahlreichen Kriegs- und Raubzügen. In den Jahren 1388/89 kam es zu zahlreichen Fehdezügen. Der Landgraf von Hessen, der Herzog von Braunschweig und der Bischof von Paderborn eroberten und zerstörten 1391 die Stadt. Die Burgen konnten jedoch nicht eingenommen werden. Padberg wurde 1393 und 1394 erneut niedergebrannt.
Während der Padberger Fehde eroberten und zerstörten Bürger aus Korbach im Jahr 1414 die Stadt. Padberg wurde danach nur noch unbefestigt wieder aufgebaut. Dafür bestätigten die Grafen von Waldeck den Padbergern erneut die Stadtrechte. 1415 mussten zudem die alte und die neue Burg verpfändet werden, um die hohen Lösegelder und Kriegskosten zu bezahlen.
Burg und Ring Padberg wurden im Jahr 1413 hessisches Offenhaus. Nach der Rückeroberung durch Köln im Jahr 1466 wurde Padberg sieben Jahre später erneut Kölner Offenhaus.
In der Fehde gegen das Stift Mainz verbündete sich im Jahr 1516 Friedrich von Padberg mit Götz von Berlichingen. Im März 1516 war Götz von Berlichingen drei Tage auf der Burg zu Gast bei Johann und Friedrich von Padberg. Dieser plante und begann in Padberg seinen Überfall auf den Grafen Philipp von Waldeck.
Johann von Padberg zog in den 1550er Jahren nach dem Verfall der beiden Burgen nach Beringhausen. Nach seinem Tod im Jahr 1557 erhielt sein Sohn Philipp das Oberhaus und sein Sohn Friedrich das Unterhaus.
Diphtherie und Pest traten am Anfang des 17. Jahrhunderts in Padberg auf.
Während der Zeit der Hexenverfolgungen sind für Padberg im Zeitraum von 1588 bis 1590 neun und von 1593 bis 1602 vier Hexenprozesse belegt.
Während des Dreißigjährigen Krieges quartierten sich erstmals im Jahr 1619 Truppen in der Stadt ein. 1636 wurde die Stadt geplündert und niedergebrannt.

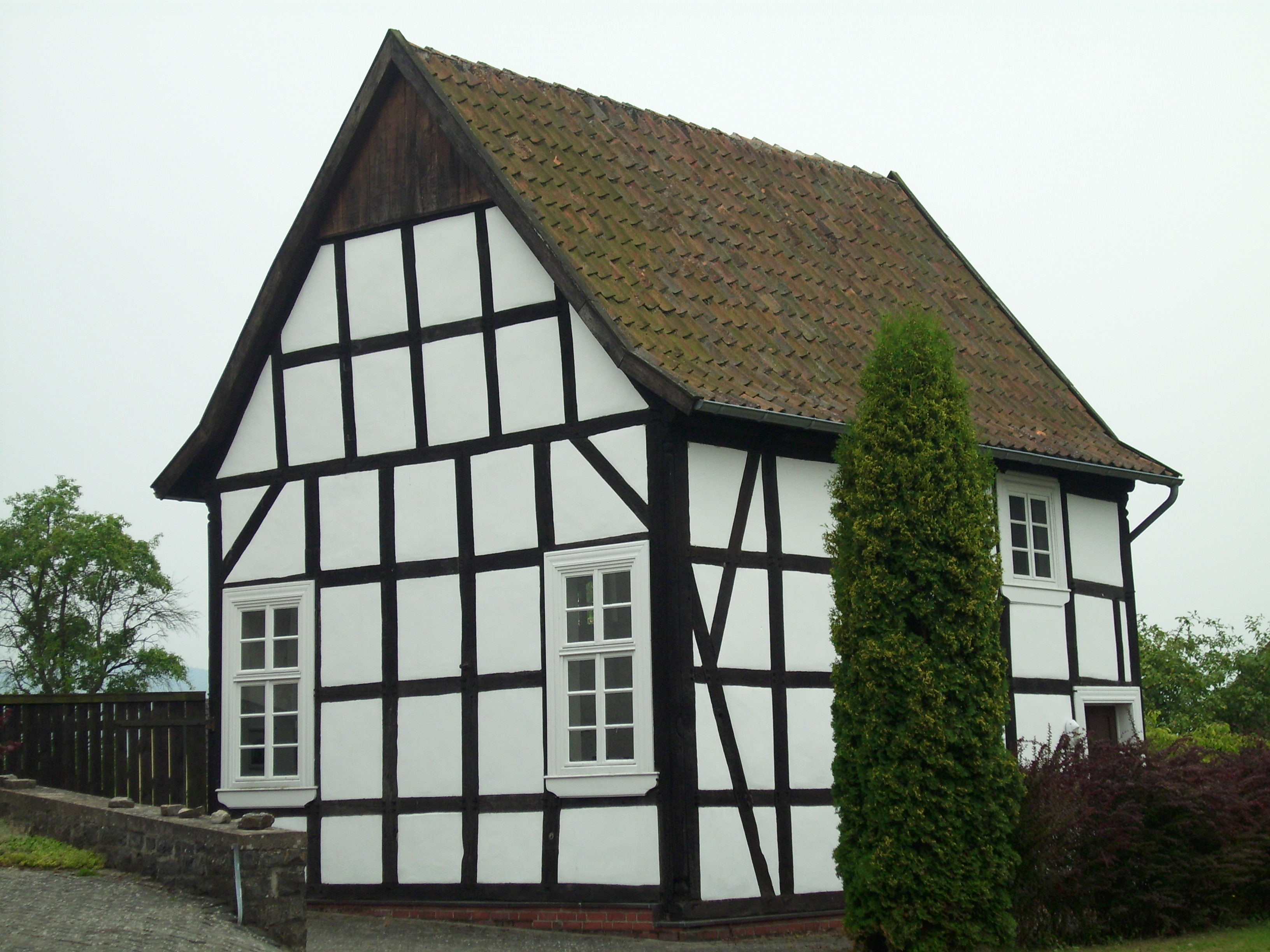
Synagoge Padberg

Das Schloss Padberg ging aus einem Burgsitz der Linie des Unterhauses der Herren von Padberg hervor und fiel 1677 an die Familie von Stockhausen. Im Jahr 1800 begann Alhard von Stockhausen mit einem unvollendeten Neubau. Der heutige Bau stammt aus den Jahren 1890/91.
Im Jahr 1758 wurden 130 kurkölnische Bauernschützen bei dem Versuch, in Padberg einzudringen, zurückgeschlagen. 1768 zogen zwei kurkölnische Kompanien gegen den Ring Padberg und besetzten ihn. Die Witwe des Josef von Padberg kaufte 1801 das Untere Haus und vereinigte damit die beiden Häuser.
Gegen Ende des Mittelalters scheint der Ort seine städtischen Eigenschaften verloren zu haben. Unter den Städten und Freiheiten des Herzogtums Westfalen taucht es gegen Ende des 18. Jahrhunderts nicht mehr auf. Padberg gehörte mit zum gleichnamigen Patrimonialgericht.

#### Jüdisches Leben in und um Padberg
Erste jüdische Einwohner wurden in Padberg um 1672 erwähnt. Im Jahr 1751 wurde die erste Synagoge gebaut, die als einzige Fachwerk-Synagoge in Westfalen gilt. Die Zahl der jüdischen Bürger stieg bis zum Jahr 1851 auf 95 Personen an. 1872 waren in dem aus sechs Mitgliedern bestehenden Gemeinderat zwei jüdische Mitbürger vertreten. Anfang der 1930er Jahre wurde die jüdische Gemeinde in Padberg aufgelöst, da es nicht mehr genug Mitglieder gab.

### Neuzeit

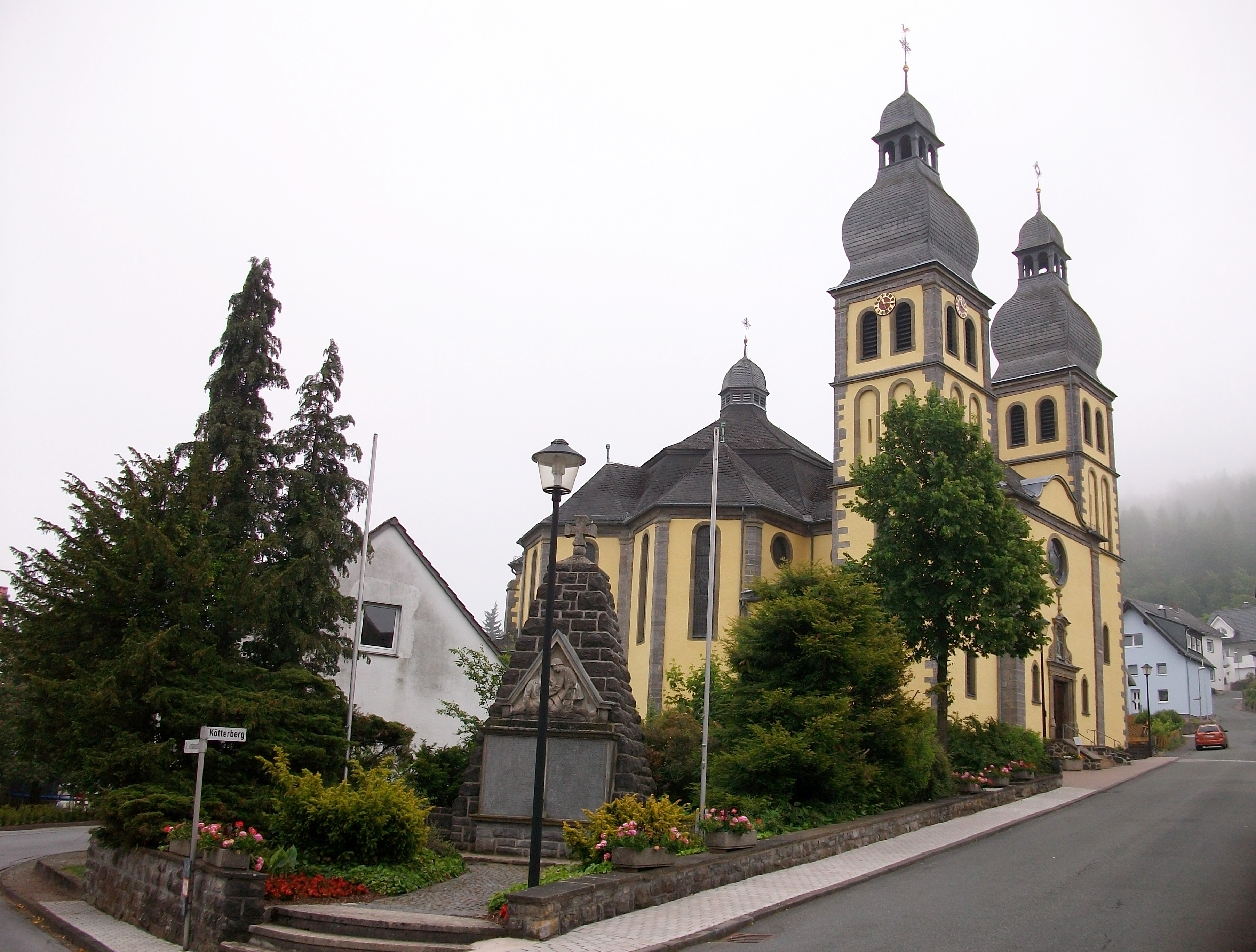
Pfarrkirche St. Maria Magdalena

1802 fiel der Ort mit dem Herzogtum Westfalen an die Landgrafschaft Hessen-Darmstadt. 1807 wurde er in das Amt Marsberg einbezogen.
Ab 1816 gehörte Padberg zu Preußen. Seit 1841 war Padberg ein Teil des Amtes Niedermarsberg im Kreis Brilon. Das Patrimonialgericht der Herren von Padberg wurde 1849 aufgelöst.
Der Graf von Droste zu Vischering in Darfeld erwarb im Jahr 1878 das Gut der Padberger Herren.
1912 erbaute man die neue Kirche St. Maria Magdalena in Padberg im barockisierenden Stil.

### Zweiter Weltkrieg
Gegen Ende des Zweiten Weltkriegs richtete sich eine deutsche Militäreinheit in der alten Kirche ein. Es gelang aber dem Bürgermeister und dem Burgbesitzer Droste zu Vischering, den kommandierenden Hauptmann davon abzubringen, gegen die anrückenden Amerikaner zu kämpfen. Die Soldaten flüchteten sich in die Wälder, um der Gefangennahme zu entgehen.
Am 31. März 1945 zogen somit die amerikanische Truppen, ohne auf Widerstand zu stoßen, in Padberg ein. Am 1. April wurde Padberg durchsucht und Wehrmachts-Soldaten abgeführt. Ein Wehrmachtssoldat, Deutschdäne, wurde in der Scheune von Gut Beringhausen von „Kameraden“ erschossen und auf dem Dorffriedhof begraben.
Padberger beteiligten sich mit ehemaligen Gefangenen und anderen Deutschen an der Plünderung von vier Lagern in Bredelar. Auch die von der Wehrmacht zurückgelassene Ausrüstung verschwand.
Zeitweise war im Dorf eine US-Sanitätseinheit mit 40 Krankenwagen stationiert. Zu dieser Zeit waren etwa 100 sogenannte Fremdarbeiter in der Schützenhalle untergebracht, die nun frei wurden. Es kam zu Überfällen durch Fremdarbeiter bei Einzelgehöften.
Noch im April wurde die US-Besatzung im Dorf durch Belgier abgelöst.
Am 28. April kam es an der Diemel zu einem Feuergefecht zwischen vier belgischen Soldaten und zwei Männern der Waffen-SS. Ein Belgier wurde getötet und ein weiterer verwundet. Der getötete Belgier wurde auf dem Dorffriedhof begraben.
Während dieses Krieges starben 40 Padberger als Soldaten der Wehrmacht, die meisten von ihnen an der Ostfront.
Bis 1975 gehörte der Ort zum Amt Niedermarsberg und hatte bei einer Fläche von 12,24 km² 689 Einwohner (1961). Davon waren 630 katholisch und 59 evangelisch. Von den Erwerbspersonen waren 40,4 % in Land- und Forstwirtschaft, 45,3 % im produzierenden Gewerbe und der Rest in sonstigen Berufssparten beschäftigt.
Am 1. Januar 1975 wurde die Gemeinde Padberg im Rahmen der kommunalen Neugliederung ein Ortsteil der Stadt Marsberg.

## Politik und Verantwortlichkeiten
Bis 1975 gehörte der Ort zum Amt Niedermarsberg und hatte bei einer Fläche von 12,24 km² 689 Einwohner (1961). Davon waren 630 katholisch und 59 evangelisch. Von den Erwerbspersonen waren 40,4 % in Land- und Forstwirtschaft, 45,3 % im produzierenden Gewerbe und der Rest in sonstigen Berufssparten beschäftigt.
Am 1. Januar 1975 wurde die Gemeinde Padberg im Rahmen der kommunalen Neugliederung ein Ortsteil der Stadt Marsberg.
Aktueller Ortsbürgermeister ist Meinrad Göbel.
Ortsheimatpfleger ist Norbert Becker.

### Wappen
Blasonierung:
Im Wolkenschnitt (auch Wolkenfeh genannt) von Silber und Blau geteilt.
Beschreibung:
Wolkenschnitt/Wolkenfeh und die Farben Silber und Blau sind dem Wappen der Herren von Padberg entnommen, in deren „Herrlichkeit“ der Ort lag.
Die amtliche Genehmigung erfolgte am 26. Juni 1958.

## Bauwerke
In der Liste der Baudenkmäler in Marsberg sind für Padberg zwölf Baudenkmale aufgeführt. Dazu gehört unter anderem die Kirche St. Peter aus dem Jahr 1075, die Synagoge Padberg von 1751, das Schloss Padberg und die Pfarrkirche St. Maria Magdalena.

## Persönlichkeiten

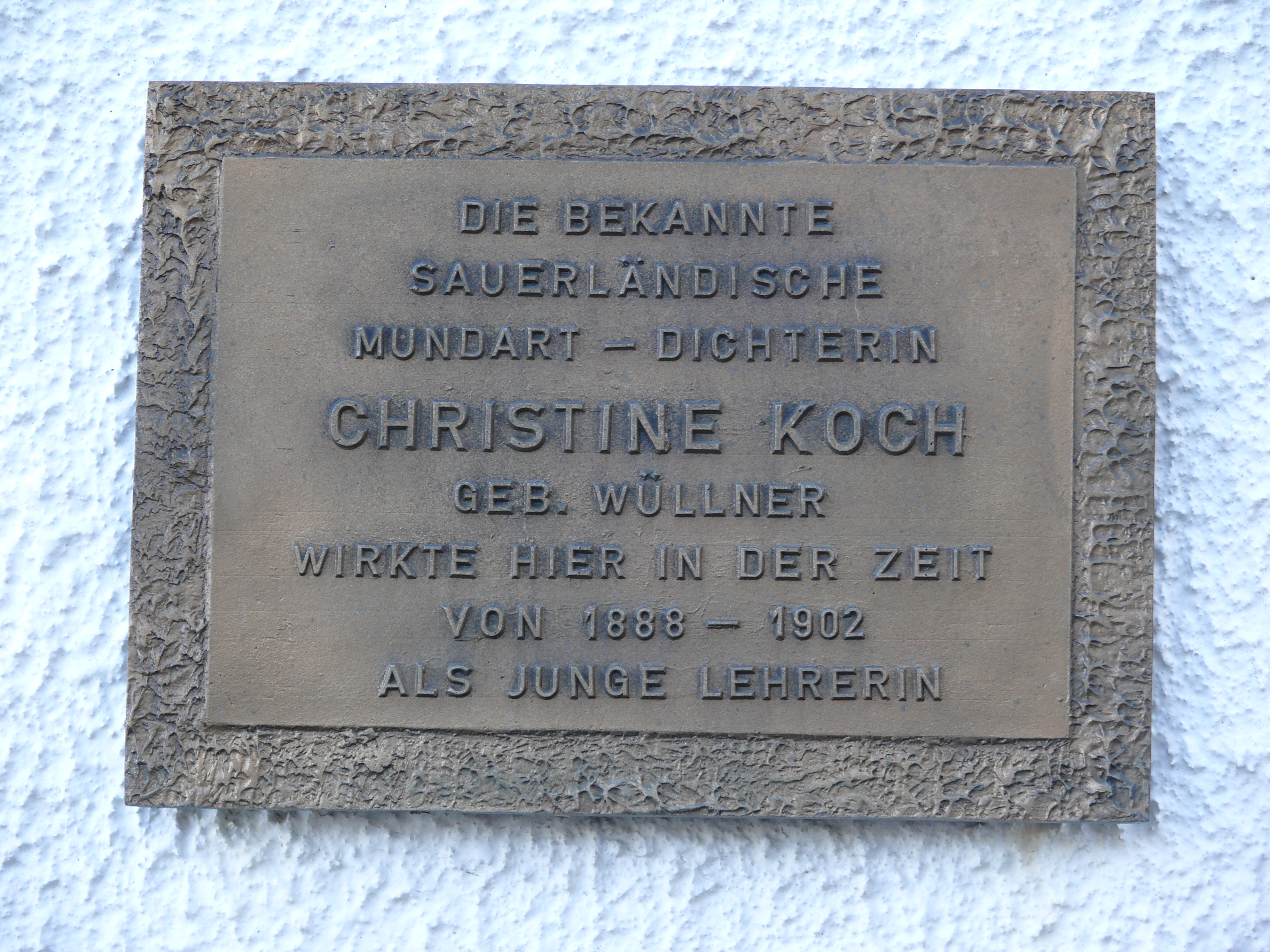
Gedenktafel für Christine Koch an der ehemaligen Volksschule in Padberg

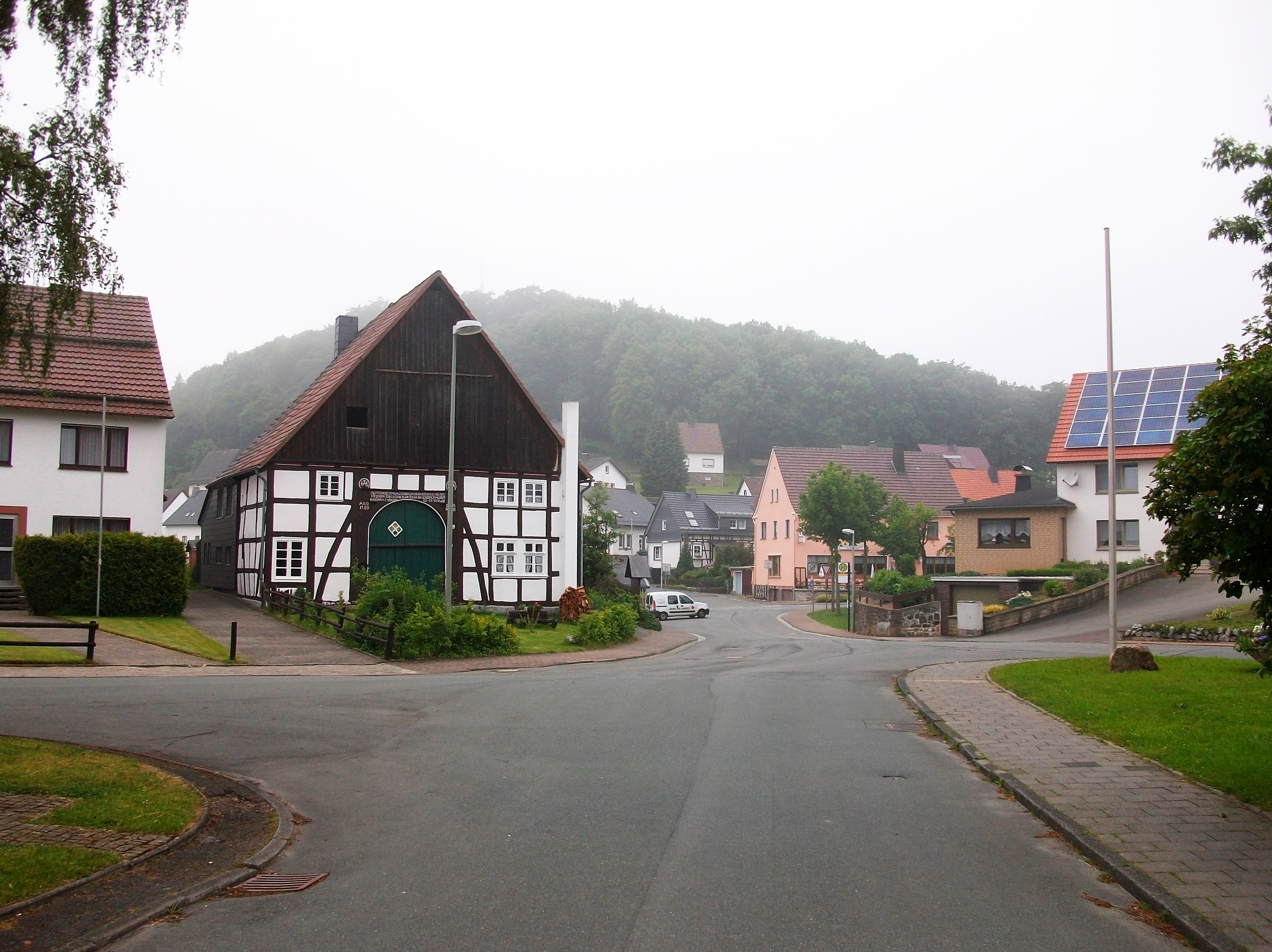
Denkmalgeschütztes Fachwerkhaus in Padberg

- Gottfried von Padberg († 1343), Propst von Küstelberg 1292, von Glindfeld 1298, Abt von Grafschaft 1325–1343.
- Johann vom Neuen Haus Padberg, urk. 1332–1368, war von 1356 bis 1358 Marschall von Westfalen.
- Maximilian Droste zu Vischering-Padberg (1781–1845), erster Landrat des Kreises Brilon.
- Caspar Maximilian Droste zu Vischering-Padberg (1808–1887), Landrat des Kreises Brilon und preußischer Abgeordneter.
- Christine Koch (1869–1951), die Sauerländer Heimatdichterin, war von 1888 bis 1902 Lehrerin an der Volksschule in Padberg.